# Теміржолши
Теміржолши́ (каз. Теміржолшы) — село у складі Ариської міської адміністрації Туркестанської області Казахстану. Входить до складу Дарменіського сільського округу.
У радянські часи село називалось Отділення совхоза Ариський.
Населення — 417 осіб (2021; 433 у 2009).